# 鳥居蒼
鳥居 蒼（とりい あおい、1995年5月8日 - ）は、日本の子役である。巣山プロダクション所属。

## 人物
- 小学生時代は貨物列車が好きで、「JR貨物時刻表」を持っていた。2007年9月8日放送の知っとこ!「こどものみかた2時間SP」で、「岡山県にある電車の操車場を見学したい」と言う夢を叶えた。また、現在も電車の写真を撮る事が好きである。

## 出演

### テレビドラマ
- 千年のこだま（NHK名古屋）- 岩谷雄太（幼少） 役
- ドラマ30 幼稚園ゲーム2〜社宅篇〜（2002年5月-7月、CBC・TBS）- 秋野大気 役
- 運命の決断（2004年1月5日、日本テレビ）
- ドラマ30 湯けむりウォーズ〜女将になります〜（2005年4月-5月、CBC・TBS）- 圭介 役
- ドラマ30 キッパリ!（2007年1月 - 4月、CBC・TBS）- 池本孝政 役
- アサヒ給湯ミニドラマ（BS-i）
- 中学生日記（2009年、NHK名古屋）

### テレビCM
- ユニー「アピタユニー」
- アイシン精機
- 石昆 レポーター編・兄弟編（2004年）
- カネサダ ひとくち丸（2004年）ナレーション
- 吉田産業 太陽光発電（2004年）青森県のみ
- マリエール（2005年12月30日-1月18日）
- レッドバロン（2005年7月） - 息子 役

### ラジオ
- FMシアター「オッサンとワタシ」（2006年7月8日、NHK-FM） - 馬場マサト 役
- いすゞお父さんお母さんへの手紙（2007年4月-、CBCラジオ）

### ラジオCM
- 積水ハウス（ナレーション）

### 舞台
- 佐渡島他吉の生涯（御園座） - 次郎 役
- 新生松竹喜劇 駕篭やと殿様（2003年10月、名鉄ホール） - 正吉 役

### プロモーションビデオ
- ASIAN PIMPS DAY DREAM

### スチル
- トヨタ産業技術記念館パンフレット
- NTTDoCoMo東海（新聞広告）
- ラグーナ蒲郡（2005年9月16日 - 11月7日）
- JR東海 秋のさわやかウォーキング（2003年9月中旬）

### その他
- 岐阜県庁
- 土屋組
- 中部電力 もぎたて!EXPO情報局・ファミリー篇（2005年4月）
- ミツカン 金のつぶ納豆『美味しい手巻きすしを食べましょう』篇（2004年）店頭用ビデオ